# Акмонитал
Акмонитал — марка нержавеющей хромистой стали с добавлением никеля (от итал. acciaio monetario italiano — итальянская монетная сталь). Один из вариантов сплава: железо — основная доля, углерод — 0,14 %, хром — 17.5-19 %, магний — 0,50 %, кремний — 1,15 %, сера — 0,03 %, фосфор — 0,03 %.

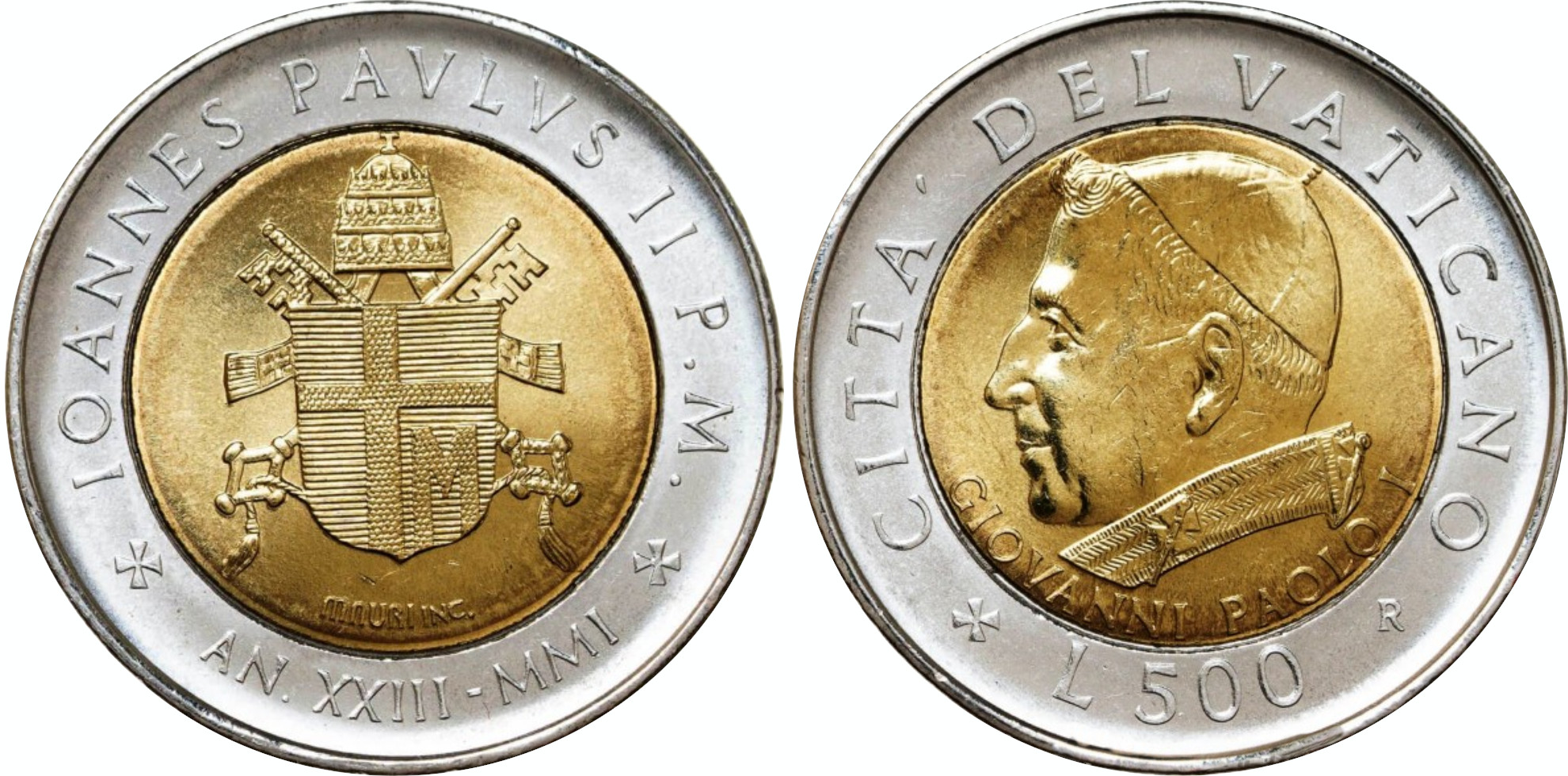
Акмонитал и
Бронзитал (внутренняя часть).

Из этого сплава в разное время на Римском монетном дворе чеканились и чеканятся разменные монеты Италии, Ватикана, Сан-Марино и Украины.
Есть два разных типа материала:
- «ферромагнитный акмонитал» с содержанием железа 82 % и хрома 18 % соответствует стали AISI 430 ;
- «Немагнитный акмонитал» с составом 72 % железа, 18 % хрома и 10 % никеля соответствует стандарту AISI 304 .

Монеты 1939 года изначально чеканились из немагнитного сплава AISI 304, а затем, начиная с 1940 года—из ферромагнетика AISI 430, хотя он труднее в обработке, из-за высокой стоимости никеля, поступающего из-за границы.

## См. также

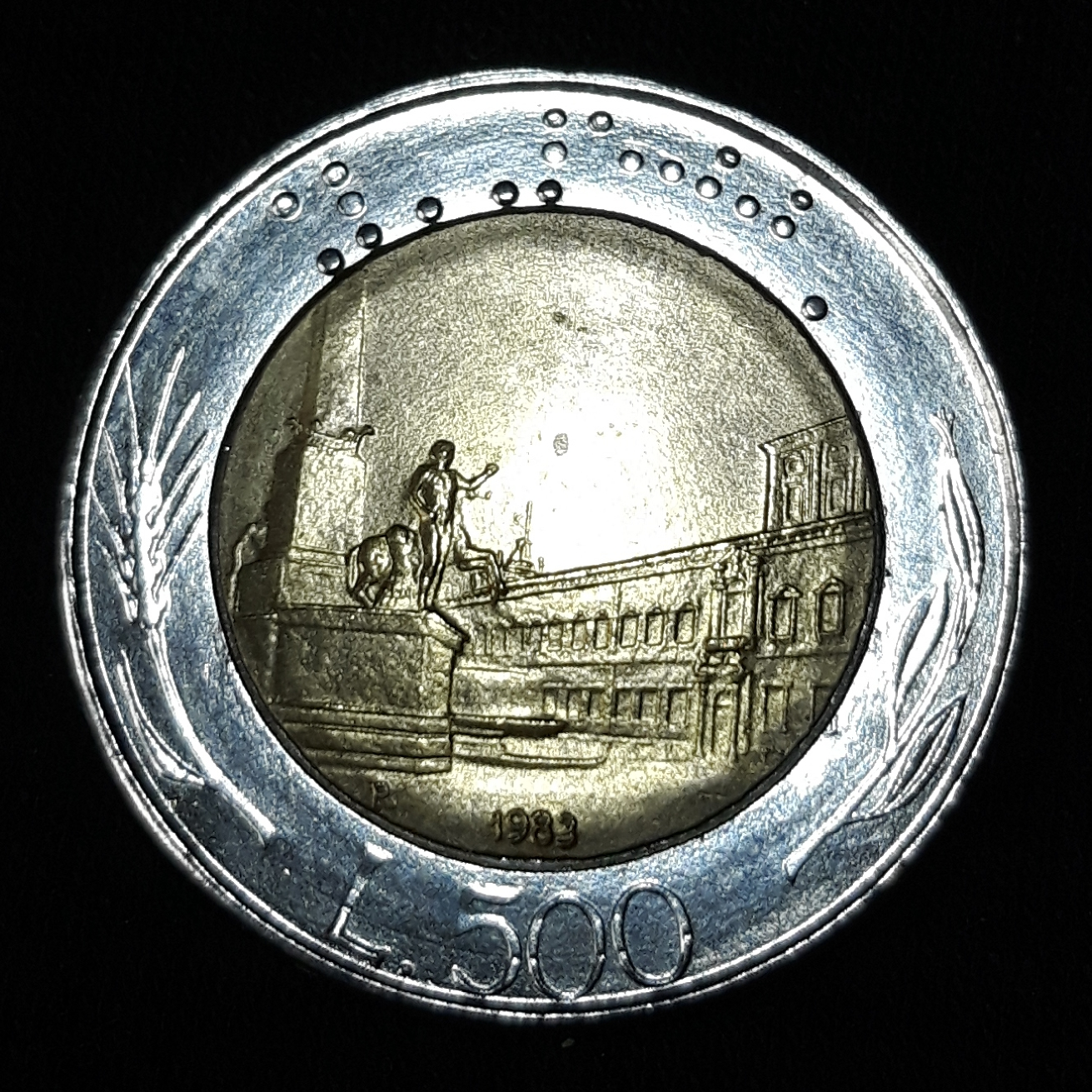
Акмонитал и
Бронзитал (внутренняя часть). 500 lire 1983